# Danmarks ambassade i New Delhi
Danmarks ambassade i New Delhi er Danmarks officielle repræsentation i Indien. Ambassaden blev etableret i 1950, kort efter at de diplomatiske forbindelser mellem Danmark og Indien blev offentliggjort den 10. september 1949.
Ambassadens primære opgaver omfatter at fremme politisk dialog, støtte danske virksomheder på det indiske marked og yde konsulær bistand til danske borgere i Indien. Derudover arbejder ambassaden for at styrke samarbejdet inden for områder som handel, kultur og uddannelse samt at understøtte bæredygtig udvikling og økonomisk vækst i Indien. Ambassaden er også ansvarlig for Bhutan, Maldiverne, Nepal og Sri Lanka.

## Historie
Danmark og Indien har en langvarig relation, der går tilbage til etableringen af de diplomatiske forbindelser i 1949. I 1957 besøgte Indiens første premierminister, Jawaharlal Nehru, Danmark, hvilket inderne anser som begyndelsen på de gode bilaterale relationer. I 2019 kunne Danmark og Indien fejre 70-året for etableringen af diplomatiske forbindelser.
Det dansk-indiske forhold har dog endnu dybere rødder. I 1620 ankom den første danske ekspeditionsflåde til den sydindiske kyst. I november samme år underskrev kongens udsending en traktat med den lokale fyrste, som gav Danmark-Norge tilladelse til at etablere en handelsstation og opføre en fæstning i landsbyen Trankebar (nutidens Tharangambadi i Tamil Nadu). Denne begivenhed markerede den første kontakt mellem danskere og indere.
I januar 2019 blev Danmarks nye ambassadebygning i New Delhi indviet af statsminister Lars Løkke Rasmussen. Byggeriet, der blev vundet af Vilhelm Lauritzen Arkitekter i en arkitektkonkurrence udskrevet i 2010, har været knap ni år undervejs og er den første nye ambassade for Udenrigsministeriet i en årrække.